# Blies-Ébersing
Blies-Ébersing è un comune francese di 594 abitanti situato nel dipartimento della Mosella nella regione del Grand Est.
Il territorio del comune confina con la Germania.

## Società

### Evoluzione demografica
Abitanti censiti